# Vierge à l'Enfant avec sainte Élisabeth et saint Jean-Baptiste
Vierge à l'Enfant avec sainte Élisabeth et saint Jean-Baptiste – en italien Madonna con Bambino, sant'Elisabetta e san Giovannino – est un tableau réalisé par le peintre italien Bronzino vers 1540-1545. Cette huile sur panneau est une Madone qui représente l'Enfant Jésus et sa mère Marie en présence d'Élisabeth et de son fils Jean le Baptiste. L'œuvre fait partie depuis 2019 des collections du J. Paul Getty Museum de Los Angeles, aux États-Unis.